# Monogatari
Monogatari (яп. 物語, укр. «Історії») — серія ранобе, написана Нішіо Ішіном та проілюстрована тайванським ілюстратором Vofan, Вона розповідає про хлопця на імʼя Койомі Арараґі, який переживши напад вампіра, через різноманітні збіги обставин, почав допомагати дівчатам в скрутних ситуаціях повʼязаним із духами, привидами, чудовиськами та подібними надприродніми феноменами, поява яких часто повʼязана з психологічними проблемами. Серія публікується видавництвом Kodansha під імпринтом Kodansha Box.
Прем'єрний показ аніме-адаптації першого і другого томів ранобе з заголовком Bakemonogatari (яп. 化物語, укр. «Історії монстрів») від студії Shaft відбувся 3 липня 2009 року на телеканалі «Tokyo MX TV».

## Сюжет
Сюжет розповідає про Койомі Арараґі, колишнього вампіра та учня старшої школи. Одного разу, коли юнак йшов по сходах у школі, на нього звідкись зверху впала його сором'язлива, але красива однокласниця Хітаґі Сенджьоґахара. Арараґі, інстинктивно напружившись, приготувався прийняти на руки чималу вагу, і, з подивом виявив, що дівчина, в порушення всіх законів фізики практично невагома. Незабаром він познайомився з різким характером Хітаґі, яка не хотіла, щоб її дивний секрет був комусь відомий. Незважаючи на образи і погрози з її боку, Арараґі знайомить її зі своїм другом, Меме Ошіно, який не так давно допоміг йому перетворитися з вампіра знову в людину.
Кожна глава першої книги серії присвячена автором окремій героїні, якій Арараґі, людина легковажна але аж ніяк не байдужий, намагається допомогти вирішити проблеми надприродного походження. Зовнішній вигляд кожної героїні має елементи, що символізують джерело їх проблем: у Хітаґі Сенджьоґахари — степлер, що нагадує клешню краба (історія «Краб Хітаґі»), у Майой Хачікуджі — великий шкільний рюкзак схожий на мушлю равлика (історія «Равлик Майой»), безформна куртка і кепка, які носить Надеко Сенґоку — відлогу і голову змії (історія «Змія Надеко»); шпильки у вигляді котячих мордочок на косах Цубаси Ханекави (історія «Кішка Цубаса»).
Другий, ретроспективний том серії цілком присвячений головному герою, його перетворенню в вампіра і знайомству з Меме Ошіно; третій — молодшим сестрам Койомі, Карен і Цукіхі; четвертий і п'ятий — продовжують сюжетні лінії Майой Хачікуджі і Цубаси Ханекави.

## Персонажі

### Койомі Арараґі
Головний герой ранобе  — учень випускного класу старшої школи. Згідно власним твердженням, не має особливих успіхів у школі (за винятком математики). Під час весняних канікул (що відбувалися до першого тому ранобе) Арараґі допоміг помираючий вампірці Кіс-Шот Асеролі-Оріон Харт-Андер-Блейд, запропонувавши їй власної крові, що перетворило його на вампіра. Хоча Арараґі за допомогою Меме Ошіно зміг повернути собі людську подобу, у нього збереглися певні здібності вампірів — він має надлюдську силу, прекрасно бачить у темряві, його рани гояться з надприродною швидкістю не залишаючи сліду. Головна риса персонажу Койомі, це те, що він ніяк не може покинути людину в біді, дізнавшись про проблему Хітаґі Сенджьоґахари, він зробив все можливе щоб допомогти їй, попри те, що вона зовсім не просила про допомогу і навіть погрожувала йому розправою.
Сейю — Хіроші Камія

### Хітаґі Сенджьоґахара
Однокласниця Арараґі, красива дівчина зі «слабким здоров'ям». Всі три роки старшої школи провчилася з Арараґі в одному класі не обмінявшись з ним жодним словом (як втім, і ні з ким іншим зі своїх однокласників). Під час канікул між середньою і старшою школою зустріла таємничого краба, який, за її твердженням вкрав у неї масу її тіла. В результаті Хітаґі Сенджьоґахара, нормальна на перший погляд дівчина, стала важити всього п'ять кілограм. Після цього вона стала уникати будь-яких людських контактів, кинула спорт і спілкувалася лише зі своїм батьком. Хітаґі говорить до інших досить зверхнім, образливим тоном, наче намагаючись вивести їх з себе, хоча Арараґі зазвичай є її єдиним співрозмовником. Також, називає себе "цундере" і намагається повністю відповідати цьому аніме-архетипу. Після «зцілення» поступово перетворюється на життєрадісну дівчину якою вона була до «хвороби». Але це лише змінює її холодну та погрозливу манеру розмови, на трохи більш жартівливу.
Сейю — Чіва Сайто

### Майой Хачікуджі
Головна героїня сюжетної арки «Равлик Майой» — учениця п'ятого класу початкової школи. Після розлучення батьків іде у свій старий будинок, щоб привітати маму з Днем матері і гине в автомобільній катастрофі. Від тоді її привид безуспішно намагається знайти дорогу додому. Згідно сюжетові, Майой можуть побачити лише ті, хто сам не хоче повертатися додому.
В черговий День Матері Арараґі посварився зі своїми рідними і попрямувавши в парк зустрів там Майой. Після декількох безуспішних спроб Койомі відвести дівчинку додому, і випадково зустрівши ними шляхом Хітаґі, вони зуміли довести її до місця, де колись стояв будинок її матері. Після цього дівчинка стала вільним «блукаючим духом» і Арараґі став постійно зустрічати її біля свого будинку:  "Якщо ти мене бачиш, можна я тут поблукаю?". Вона любить жарти, а найбільше перекручувати прізвище Арараґі на різні лади.
Сейю — Емірі Като

### Суруґа Камбару
Головна героїня сюжетної арки «Мавпа Суруґа», на один рік молодша від Арарґі та Хітаґі, вчиться з ними в одній школі. Зірка шкільної баскетбольної команди, була знайома з Хітаґі ще з середньої школі. Поступивши в старшу школу, вона дізналася про таємницю Хітаґі і намагалася допомогти їй, але та, як і у випадку з Арараґі відкинула її спроби. Дізнавшись про стосунки Хітаґі і Койомі, починає його переслідувати і одного разу оголошує хлопцю, що є лесбійкою, і що давно закохана в Хітаґі і не збирається йому поступатися. У спадок від матері Камбару дістався магічний амулет — «мавпяча лапа», який виконує три бажання власника. Вона використовувала артефакт, щоб дістати Хітаґі, спробувавши вбити «розлучника», тобто Арараґі, але їй це не вдалося. Після того, як Меме Ошіно роз'яснив дівчині, що «мавпяча лапа» насправді є рукою Диявола Рейні і за виконання бажання їй доведеться заплатити власною душею, Койомі і Хітаґі вдалося врятувати Камбару від прокляття.
Сейю — Міюкі Савашіро

### Надеко Сенґоку
Головна героїня сюжетної арки «Змія Надеко» — учениця середньої школи,  подруга дитинства Цукіхі, наймолодшої сестри Койомі. Соромʼязлива та невпевнена в собі дівчина, яке ще з дитинства була закохана в Койомі. На неї наклала прокляття змії ревнива однокласниця, а спроби Надеко позбутися прокляття навпаки, підсилили його. Лише з допомогою Арараґі дівчина змогла звільнитися від прокляття.
Сейю — Кана Ханадзава

### Цубаса Ханекава
Головна героїня сюжетної арки «Кішка Цубаса»- однокласниця Арараґі і староста його класу. За її видатні якості Арараґі, з деякою іронією, називає її «старостою всіх старост». Цубаса є найкращою за успішністю ученицею школи. Вона стала одержима духом бакенеко, кішки-перевертня. Арараґі вважав, що причиною перетворення Ханекави були її сімейні проблеми. За допомогою Койомі та Шінобу духа вдалося втамувати, однак це не вирішило проблему. Через постійні сімейні сварки напередодні шкільного фестивалю дух бакенеко знову опанував над Цубасою. І його знову довелося спиняти з допомогою Шінобу.
Сейю — Юі Хоріе

### Меме Ошіно
Меме є дійовою особою всіх перших глав. Чоловік років 30-35, живе в будинку покинутої школи. Арараґі називає його «психоделічний алоха-хлопець». Будучи фахівцем з екзорцизму та інших паранормальних явищ допомагає Арараґі вирішувати його і чужі проблеми, хоча й за досить пристойну суму.
Сейю — Такахіро Сакурай

### Шінобу Ошіно
Неповноцінний вампір, яку врятував Арараґі. Один з ключових персонажів історії. На вигляд дівчинка років 8-10, і обожнює пончики. Колись Шінобу була могутнім вампіром на імʼя Кісс-Шот Асерола-Оріон Харт-Андер-Блейд, який і перетворив Арараґі у вампіра. Але через події історії Kizumonogatari  (яп. 傷物語, укр: «Історія ран») вона втратила свою минулу велич. Після того як вона стала "лише тінню минулої себе" дівчинка почала жити разом з Меме Ошіно в покинутій старшій школі, де вона лише сиділа, нічого не кажучи і не роблячи, лише час від часу підживлюючись кровʼю Арараґі. Імʼя "Шінобу Ошіно" дав їй Меме, бо її старе імʼя вже не пасувало їй, бо вона була лише неповноцінною часткою минулої себе.
Сейю — Ая Хірано

## Медіа

### Ранобе
Серію Monogatari Нішіо Ішін розпочав як серія оповідань для журналу Mephisto. Згодом, до вже написаних розповідей було додано кілька нових, після чого вони були опубліковані в двотомному ранобе Bakemonogatari  (яп. 化物語, укр: «Історії монстрів»), випущеному видавництвом Kodansha 2 листопада 2006 — перший том на три розділи, та другий на два розділи в грудні 2006. У 2008 році серія була продовжена публікацією розповіді — приквела «Вампір Койомі» в журналі Pandora, а потім і у вигляді окремого тому під назвою Kizumonogatari  (яп. 傷物語, укр: «Історія ран»). Пізніше випущено продовження серії —  Nisemonogatari  (яп. 偽物語, укр: «Історії піробок»), у двох томах, що є прямим продовженням Bakemonogatari та містить шосту та сьому розповіді. У 2010 опублікований ще один приквел—  Nekomonogatari Kuro  (яп. 猫物語 (黒), укр: «Кішчина історія: чорний»), хронологічно розташованим між Kizumonogatari та Bakemonogatari. Ці шість томів складають перший сезон серії.
За першим сезоном слідував другий, що відкрився другим томом Nekomonogatari з підзаголовком Shiro  (яп. 白, «білий») у жовтні 2010 року. Після нього було ще 5 історій в пʼяти томах: Kabukimonogatari  (яп. 傾物語, укр: «Історія схилу») у грудні 2010 року, Hanamonogatari  (яп. 花物語, укр: «Історія квітки») у березні 2011 року, Otorimonogatari  (яп. 囮物語, укр: «Історія приманки») у червні 2011 року, Onimonogatari  (яп. 鬼物語, укр: «Історія демона») у вересні 2011 року, і Koimonogatari  (яп. 恋物語, укр: «Історія кохання») у грудні 2011 року.
Третій сезон ранобе, з заголовком Final season (укр. Останній сезон) який розкриває в більших деталях  персонажів, які грають в попередніх томах другорядні ролі. Серія почалася з виходом 26 вересня 2012 року ранобе Tsukimonogatari, до вересня 2014 року було опубліковане 6 томів ранобе.
Незважаючи на те, що третій сезон називався фінальним та Zoku Owarimonogatari мав бути фінальним томом серії, на останній його сторінці був анонс наступного тому під назвою Tsugimonogatari (яп. 接物語, Цуґімоноґатарі). Також в анонсі було зазначено назву четвертого сезону.
Незважаючи на те, що спочатку було оголошено назву Tsugimonogatari, 5 жовтня 2015 року вийшов 19 том ранобе під назвою Orokamonogatari (яп. 愚物語, Орокамоноґатарі), а сезон отримав назву Off Season (« міжсезоння»).
У день виходу останнього тому четвертого сезону серії був анонсований наступний том Shinobumonogatari, що відкриває п'ятий сезон під назвою Monster Season («Сезон монстрів»).

### Короткі історії
27 жовтня 2010 випущено видання під назвою Bakemonogatari Anime Complete Guidebook (яп. 化物語アニメコンプリートガイドブック), в якому було опубліковано 5 коротких історій:
- Hitagi Buffet (яп. ひたぎブッフェ, Хітаґі Буффе, Буфет Хітаґі)
- Mayoi Room (яп. まよいルーム, Майоі Ру: му, Кімната Майой)
- Suruga Court (яп. するがコート, Суруґа Ко:то, Майданчик Суруґи)
- Nadeko Pool (яп. なでこプール, Надеко Пу: ру, Басейн Надеко)
- Tsubasa Song (яп. つばさソング, Цубаса Сонґу, Пісня Цубаси)

27 вересня 2012 року випущено Nisemonogatari Anime Complete Guidebook (яп. 偽物語アニメコンプリートガイドブック). До його складу увійшли чотири короткі історії:
- Hitagi Neck (яп. ひたぎネック, Хітаґі Некку, Шия Хітаґі)
- Karen Arm-leg (яп. かれんアームレッグ, Карен А:муреґґу, Рука-нога Карен)
- Tsukihi Eternal (яп. つきひエターナル, Цукіхі Ета:нару, Вічність Цукіхі)
- Shinobu House (яп. しのぶハウス, Шінобу Хаусу, Будинок Шінобу)

Також шість коротких історій були опубліковані в газеті Yomiuri Shimbun:
- Tsubasa Board (яп. つばさボード, Цубаса Бо:до, Дошка Цубаси) (6 липня 2013)
- Mayoi Castle (яп. まよいキャッスル, Майоі Кяссуру, Замок Майой) (17 серпня 2013)
- Nadeko Mirror (яп. なでこミラー, Надеко Міра:, Дзеркало Надеко) (21 вересня 2013)
- Shinobu Science (яп. しのぶサイエンス, Шінобу Саіенсу, Наука Шінобу) (26 жовтня 2013)
- Hitagi Salamander (яп. ひたぎサラマンダー, Хітаґі Сараманда:, Саламандра Хітаґі) (23 листопада 2013)
- Suruga Neat (яп. するがニート, Суруґа Ні:то, Охайність Суруги) (16 серпня 2014 року)

Як бонус до DVD та Blu-ray видання Onimonogatari 23 квітня і 28 травня 2014 роки (перший та другий диски відповідно) було випущено ще 3 короткі історії:
- Suruga Palace (яп. す る が パ レ ス, Суруга парас, Палац Суруги) (диск 1)
- Yotsugi Future (яп. よ つ ぎ フ ュ ー チ ャ ー, Йоцугі Фю:тя, Майбутнє Йоцугі) (диск 2)
- Ōgi Travel (яп. お う ぎ ト ラ ベ ル, О:гі Тораберу, Подорож Огі) (диск 2)

12 вересня 2013 випущено додаток до Bakemonogatari під назвою Bakemonogatari [Introduction] (яп. 化 物語 [入門 編], Бакемоногатарі Ню: мон Хен). У ньому опублікована одна коротка історія:
- Hitagi Coin (яп. ひ た ぎ コ イ ン, Хітагі Коін, Монета Хітагі)

21 листопада 2013 року в складі Bakemonogatari Premium Item Box (яп. 「化 物語」 Premium ア イ テ ム BOX) випущена одна коротка історія:
- Hitagi Figure (яп. ひ た ぎ フ ィ ギ ュ ア, Хітагі Фігюа, Фігура Хітагі)

18 вересня 2014 року в складі 6 тому Anime Monogatari Series: Heroine Book (яп. ア ニ メ <物語> シ リ ー ズ ヒ ロ イ ン 本) випущена ще одна коротка історія:
- Rōka God (яп. ろ う か ゴ ッ ド, Ро:ка Годда, Бог Фатуму)

21 листопада 2014 року в складі Nisemonogatari Premium Item Box (яп. 「偽 物語」 Premium ア イ テ ム BOX) випущена одна коротка історія:
- Shinobu Figure (яп. し の ぶ フ ィ ギ ュ ア, Шінобу Фіґюа, Фігура Шінобу)

### Ігри
Гра в жанрі візуального роману  Bakemonogatari Portable  (яп. 化物語ポータブル) розроблена студією Bandai Namco Games та випущена на PlayStation Portable 23 серпня 2012 року.

## Сприйняття

### Популярність
Реліз Bakemonogatari на DVD і Blu-ray відбувався з вересня 2009 по лютий 2010 року. Кожен, том виходив та займав лідуючі позиції з продажу в Японії, а другий, третій та п'ятий томи ставали найбільш продаваними аніме на DVD, реалізувавши менш ніж за тиждень більше 18 тисяч дисків. Всього до 2012 року було продано в сумі понад 1 мільйон копій DVD і Blu-ray дисків Bakemonogatari і Nisemonogatari.
За даними Anime News Network на початок лютого 2014 року Bakemonogatari займає 97 місце в списку найбільш переглядуваємого аніме за весь час.
Також велику популярність придбали супутні товари, присвячені аніме. Компанія Good Smile Company, що займається випуском масштабних моделей персонажів, випускає моделі Figma за серією Monogatari.

### Нагороди
Серія ранобе посіла шосте місце в путівнику Kono Light Novel ga Sugoi! за 2009 рік від видавництва Takarajimasha. У 2010 році в цьому ж рейтингу зайняла друге місце. У списку кращих жіночих персонажів ранобе того ж видання Хітаґі Сенджьоґахара зайняла 7 місце в 2008 році, 7 місце в 2009 та 7 місце в 2012. В аналогічному рейтингу чоловічих персонажів Койомі Арараґі займав 6 місце в 2009 році, 2 місце в 2010, 7 місце в 2011, 3 місце в 2012 і 6 місце в 2013.
Аніме-адаптація стала здобула приз глядацьких симпатій на другому щорічному конкурсі DEG Japan Awards серед Blu-ray — релізів в 2010 році.